# NGC 7606
NGC 7606 (również PGC 71047) – galaktyka spiralna (Sb), znajdująca się w gwiazdozbiorze Wodnika. Odkrył ją William Herschel 28 września 1785.
W galaktyce tej zaobserwowano supernowe SN 1965M i SN 1987N.